# 12"/50 Mark 8
12"/50 Mark 8 е американско корабно оръдие с калибър 305 mm, прието на въоръжение през 1944 г. С оръдия от този тип са въоръжени линейните крайцери от типа „Аляска“.

## Разработка и производство
Оръдието е проектирано през 1939 г., а първият образец е изпробван през 1942 г. За разлика от предшествениците си, такива като оръдията 16"/45 за линейните кораби от типа „Норт Каролина“, които напълно са произведени в завода за корабни оръдия Naval Gun Factory във Вашингтон, детайлите за оръдията 12"/50 Mark 8 са изковавани от компаниите Midvale Steel и Bethlehem Steel Corporation. След това те се изпращат в Naval Gun Factory за обработка, а след това в Watervliet Arsenal за сглобяване (примерно до 65% готовност), и едва тогава се връщат във Вашингтон за окончателно сглобяване и довеждане до готовност.
Оръдието е монтирано за първи път през 1944 г. на USS Alaska (CB-1), главният крайцер от типа „Аляска“. Двата построени кораба от този тип имат по девет оръдия 12"/50 Mark 8 всеки. Оръдията са поставени в оръдейни кули по три. Две кули има в предната част на крайцерите и една на кърмата, по доста разпространената схема „2-A-1“.
На корабите от други проекти тези оръдия не са поставяни.

## Конструкция на оръдието
Заедно с казенника оръдието 12"/50 Mark 8 тежи 55 273 кг. То е способно да даде скорострелност от 2,4 до 3 изстрела в минута. Максималната далечина на стрелба за снаряда Mark 18 с тегло 517,093 кг съставлява 35 271 метра при изстрел под ъгъл 45°. Американското 12" оръдие Mark 7 от предходното поколение, което се използва на линкоритеот типа „Уайоминг“ по време на Първата световна война, е способно да мята 390-килограмовите снаряди на 21 946 метра при изстрел под ъгъл 15°. Значително по-добрите далечини на стрелба и маса на снаряда, в сравнение с предшественика, позволяват да се нарече Mark 8 „най-мощното оръдие от този калибър, стоящо когато и да било на въоръжение“. Стрелбата със „супертежките“ бронебойни снаряди позволява на Mark 8 да се сравнява с по-големите оръдия 14"/50 от предходното поколение по пробиваемост на бордовата броня, и да ги надминат по пробиваемост на бронепалубата. Неговият много тежък бронебоен снаряд, тежащ 517 кг, има относително неголяма начална скорост, което позволява да се получи по-добра ефективност в сравнение с всяко от 305-мм оръдия построени в периода на Първата световна война. По сравнение с 310-мм (12,2") японски оръдия на главния калибър, които имат още по-тежък 561 кг снаряд, далечината на стрелба от 32 920 м при максималния ъгъл на възвишение от 45° няма особени преимущества. Американското оръдие няма преимущества и пред френското 330 mm/50 Model 1931 с 560 кг снаряд. Френското оръдие също е „най-мощното оръдие от този калибър, някога приемано на въоръжение“ и също по причина на това, че никой друг не е приема на въоръжение подобни оръдия след Първата световна война.
Живучестта на ствола на 12"/50 Mark 8 се равнява на 344 условни бойни изстрела, което е с 54 изстрела повече, отколкото аналогичният показател при известните оръдия 16″/50 Mark 7, поставяни на линкорите от типа „Айова“.